# Decreet betreffende de eeuwige uitsluiting van de familie Oranje-Nassau van enige macht in België
Het Decreet nr. 5 van 24 november 1830 betreffende de eeuwige uitsluiting van de familie Oranje-Nassau van enige macht in België is een Belgische legislatieve akte die de mogelijkheid van het bekleden van een openbaar ambt in België door een lid van het Nederlandse koningshuis, namelijk de familie Oranje-Nassau, verbiedt. Het is een van de drie grondwettelijke teksten in België, aangenomen door het Nationaal Congres op 24 november 1830.

## Historische achtergrond
België had zich op 4 oktober 1830 onafhankelijk verklaard van het Koninkrijk der Nederlanden en moest een keuze maken over de aan te nemen staatsvorm. Hoewel de Belgische Revolutie voornamelijk werd gedreven door republikeinen, besefte men dat enkel een monarchie kans had op aanvaarding door de mogendheden. Het Nationaal Congres was bereid in die richting te gaan, maar wilde elke poging tot terugkeer van koning Willem I der Nederlanden of herstel van het huis Oranje beletten. Het wilde ook de in het zuiden nog prominente orangisten de wind uit de zeilen te nemen.
De tekst, ingediend door Constantin Rodenbach, stelt in de Nederlandse (officieuze) versie: Den volksraed verklaert dat de leden van het stamhuys van Oranje-Nassau voor altyd uyt alle magt of gezag in België uitgesloten zyn.
Voor tsaar Nicolaas I van Rusland, die net als de twee andere absolutistische grootmachten het huis Oranje steunde, was de stemming van het decreet het sein om de paraatheid van zijn regimenten in Congres-Polen te verhogen. De Poolse nationalisten reageerden door in de nacht van 28 november in opstand te komen tegen de Russen. Hoewel hun actie feitelijk sowieso was gepland, beweerden ze dat ze het Russische leger op hun grondgebied wilden verhinderen tussen te komen in de Julirevolutie en in de Belgische Revolutie, in de hoop zo Franse sympathie en vooral militaire steun te bekomen voor hun eigen aspiraties. Die Franse steun zou er niet komen, maar hun opstand verlamde in elk geval de enige mogendheid die potentieel gewapend had willen tussenkomen in het Nederlands-Belgische conflict.

## Rechtmatigheid
Het decreet staat op gespannen voet met het Europees Verdrag voor de Rechten van de Mens, met name met het verbod op discriminatie. Ook inzake verenigbaarheid met het vrij verkeer zijn er vraagtekens.
In het Verenigd Koninkrijk is om een gelijkaardige reden in 2013 een einde gemaakt aan het eeuwenoude verbod voor troonsopvolgers die met een rooms-katholiek gehuwd waren om de Engelse troon te bestijgen. Dit verbod was ingevoerd door de Act of Settlement (1701).

## Pogingen tot opheffing
In het Belgisch parlement zijn herhaaldelijk voorstellen ingediend om het decreet voor herziening vatbaar te verklaren, als eerste stap naar een opheffing. Het decreet heeft een grondwettelijk statuut en kan daarom niet worden gewijzigd of opgeheven zonder herzieningsverklaring door het uitgaande parlement. De voorstellen in deze zin komen vaak van Vlaams-nationalistische politici.

### 1993
Het eerste wetsvoorstel om de eeuwige uitsluiting op te heffen, werd gelanceerd door Vlaams Blok-kamerlid Luk Van Nieuwenhuysen. Zijn voorstel haalde het niet, maar gaf aanleiding tot een princiepsadvies door de Raad van State.

### 2001
Op 1 februari 2001 waagde federaal volksvertegenwoordiger Alexandra Colen (Vlaams Blok) een volgende poging om het decreet af te laten schaffen, door het door de Kamer van volksvertegenwoordigers voor herziening vatbaar te laten verklaren met later een eventuele opheffing tot gevolg.
Colen gaf als toelichting bij haar voorstel onder andere dat het decreet verouderd was en mogelijk zelfs in strijd met de antidiscriminatiewetten in België. Ook gaf ze aan dat het decreet aangenomen werd op foutieve gronden, omdat de taalpolitiek die Willem I voerde een zekere bescherming bood aan de Vlamingen, die na de Belgische onafhankelijkheid onderdrukt werden doordat de taalregeling werd afgeschaft en België in het Frans werd bestuurd.

### 2003
In 2003 diende senator Frank Creyelman (Vlaams Blok), samen met zijn collega's en partijgenoten Wim Verreycken en Yves Buysse, opnieuw een voorstel van verklaring tot herziening in. Dezelfde redenen als die van Alexandra Colen werden opgegeven. Het voorstel luidde als volgt:
"De Kamers verklaren dat er reden bestaat tot herziening van het decreet nr. 5 van 24 november 1830 betreffende de eeuwige uitsluiting van de familie Oranje-Nassau van enige macht in België, om het op te heffen."
De uitslag van de stemming, waarbij 59 senatoren aanwezig waren, was 14 stemmen voor, 41 tegen en 4 onthoudingen. Het voorstel werd bijgevolg niet aangenomen.
Dezelfde stemuitslag kreeg het volgende voorstel van herzienbaarverklaring van senator Luc Van den Brande. Dit voorstel luidde als volgt:
"De Kamers verklaren dat er redenen zijn tot herziening van de volgende bepaling van de Grondwet: Decreet nr. 5 van 24 november 1830 betreffende de eeuwige uitsluiting van de familie Oranje-Nassau van enige macht in België, teneinde het op te heffen."

### 2007
Op 26 oktober 2007 waagde Alexandra Colen (Vlaams Belang) opnieuw een poging om het decreet voor herziening vatbaar te laten verklaren door de Kamer van volksvertegenwoordigers. Haar toelichting was dezelfde als die van 2001.

### 2010
Senatoren Yves Buysse en Filip Dewinter dienden op 23 december 2010 een nieuw voorstel in, maar het werd niet aangenomen.

### 2014
Op 23 april 2014 probeerde N-VA-senator Karl Vanlouwe de herzienbaarverklaring van het decreet te bereiken door een amendement in te dienen op het ontwerp van verklaring tot herziening van de Grondwet. Het werd evenwel verworpen.